# Onymacris unguicularis
Ténébrion du désert
Espèce
Onymacris unguicularis, le Ténébrion du désert, est une espèce d'insectes coléoptères de la tribu des Amphidorini (sous-famille des Tenebrioninae, famille des Tenebrionidae). Cette espèce de coléoptères, endémique du désert du Namib, est connue pour sa capacité à s'hydrater en captant le brouillard qui se condense sur son corps.

## Description
Le corps d’Onymacris unguicularis, de couleur noire, mesure environ 2 cm de long. Ses pattes sont beaucoup plus longues que celles des autres membres de la famille. Cette caractéristique anatomique lui permet de soutenir le corps à une grande distance du sable chaud et de passer les dunes de sable à une vitesse considérable. Ses pattes postérieures sont plus longues, de sorte que l'insecte a toujours une position typique inclinée, avec l'abdomen surélevé par rapport à la tête.

## Capacité à collecter l'humidité
Dans le désert du Namib (habitat naturel de cet insecte), Onymacris unguicularis a la capacité de collecter l'humidité du brouillard, apporté par la brise du matin de la mer vers le désert. L'air froid et humide du courant de Benguela rencontre l'air chaud du désert et provoque tous les jours une couverture de brume qui s'étend vers l'intérieur des terres sur des dizaines de kilomètres. Cette brume est la principale source d'humidité pour les Tenebrionidae. À cette fin, les coléoptères se positionnent sur les crêtes des dunes, lèvent la face dorsale de l'abdomen face au vent et baissent la tête. Dans cette position presque verticale, ils attendent que le brouillard se dépose sur leurs élytres, dont les sillons canalisent les gouttelettes d’eau jusqu’à leur appareil buccal. L'humidité ainsi obtenue peut représenter jusqu'à 40 % du poids corporel.

## Biologie
Pendant les heures les plus chaudes de la journée, le ténébrion du désert va se réfugier dans l'ombre de la brume. Il n'est pas capable de survivre plus de quelques heures sous le rayonnement solaire direct. Il est incapable de voler à cause de la forme des élytres. Il se déplace rarement quand le sable est chaud. S'il y est forcé, il se meut très rapidement (cette espèce compte parmi les insectes terrestres les plus rapides). En fin de journée, il s'expose au soleil jusqu'à la nuit, pour accumuler la chaleur nécessaire pour surmonter le froid des nuits du désert. Il creuse un terrier dans le sable pour se protéger du froid.

### Alimentation
Ce coléoptère vivant dans une situation particulièrement difficile, il est adapté à une alimentation très large, en fonction des disponibilités : il peut se nourrir d'excréments, de carcasses d'autres invertébrés et de détritus d'origine végétale. De plus, il est capable de résister longtemps (des mois) sans manger. La longévité d’Onymacris unguicularis peut atteindre 8 à 9 ans.

## Répartition
Cette espèce est endémique de Namibie. Les scarabées sont répandus dans les brumes de la bande du désert du Namib proche de l'océan Atlantique, qui comprend, entre autres, les célèbres stations de Sesriem et Sossusvlei.

## Liste des sous-espèces
Selon BioLib (19 juin 2024) :
- Onymacris unguicularis schulzeae Penrith, 1984
- Onymacris unguicularis unguicularis (Haag-Rutenberg, 1875)

## Systématique
Le nom valide de ce taxon est Onymacris unguicularis (Haag-Rutenberg (d), 1875).

### Nom vernaculaire
- Ténébrion du désert.